# ライブオン CARDLIVER 翔
『ライブオン CARDLIVER 翔』（ライブオン カードライバー かける）は、トレーディングカードゲーム『ライブバトルカード ライブオン』を主題とした漫画およびテレビアニメ作品。原作担当は吉川兆二。

## 概要
原作となる漫画版は『月刊コミックブンブン』（ポプラ社）にて2007年10月号から2009年10月号（最終号）まで看板作品として連載された。作画担当はあいやーぼーる。なお、『コミックブンブン』のアニメ化作品では最初で最後のオリジナル作品である。

## ストーリー
「ライブオン」と呼ばれるカードゲームが存在する世界。ライブオンは一般的なカードゲームとは異なり、カードを発動（ライブ）することで、カードからモンスターが実体化する。更には「ライブチェンジカード」と呼ばれる特殊なカードを使うことで、カード使用者本人がモンスターの姿に変化し、自身が戦闘に加わることも出来る。
主人公の天尾翔はライブオンが大好きな小学5年生。しかしその実力はてんで低く、クラスメートや年下の幼馴染にすら敗北を喫し続ける始末。そんなある日、翔は黄色い子犬のようなクリエイトモンスター・ペダルと出会う。
この出会いから、翔の新たな「ライブオン」ライフが始まることとなった。

## 登場人物

### チーム無敵（アンヴァンシブル）
天尾 翔（あまお かける）
声 - 石川静
本作の主人公。イヌ科の耳のような尖ったヘアースタイルと、常に身に着けている赤いマフラーが特徴的な11歳の少年。使用するデッキは大地系。裏表の無い快活で子供っぽい性格。心根は真っ直ぐで優しいが、一方で仲間を侮辱されたりすると相当な怒りを見せるといった面も見られる。
語彙の乏しさが彼の特徴の一つで、自チームの名前すら「アンパンシンバル」と度々言い間違える。他にも「バイリンガル」を「バイオリンガール」、「一宿一飯」を「一食一パン」など多数。間違いを訂正されても、そもそもその言葉の意味自体を理解していない場合が非常に多い（「クリエイト」などは「栗(クリ)が8つ(エイト)」といった風）。
モンスターが大好きで、ライブチェンジする事でモンスターと会話ができると知って大喜び。相手のモンスターであろうと、気に入ると感激して見とれてしまう程。あまりのモンスター好きで、当初は戦略は二の次にワザカードを一切投入せず、大好きなモンスター達のカードだけでデッキを構成していた。
そういった経緯からか、その実力は惨憺たるもので物語序盤ではとにかく弱い主人公として描かれており、仲間の協力や運の要素などが勝敗の結果に大きく絡んでいた。終盤ですら、自身よりライブオン歴の浅い妹のミルにミスを指摘される始末。それでもペダルや無敵の仲間達の助言などもあり、少しずつ実力をつけていったのは確かではある。
物語全編を通して、強く成長することを目標とするよりも、純粋にライブオンを楽しむ事を第一に考えるといった姿勢が強く見られた。
ライブチェンジにより、バトルでは「タテガミウルフ」、移動手段として「オンソクファルコン」に変身。「タテガミウルフ」は最終話のみ、ライブチェンジ強化カードにより「S・タテガミウルフ」へと2段変身している。
名前の由来は「天を翔ける」。
タテガミウルフ
バトルにおける翔のライブチェンジカード。
ライブチェンジ直後に相手モンスター一体にダメージを喰らわせる他、ラッシュ可能という速攻性に優れる能力を持っていた。
チーム・エクスクルード戦前に、ペダルのクリエイト能力によって新たな形態へと変化。相手へのダメージ及びラッシュといった能力は失ったものの、それまで以上の高いパワーとリアクション無視のバースト3という、より攻撃的な能力を得た。ラッシュの有無は州大会にて、1ターンの隙が生じていると赤丸に馬鹿にされたものの、こればかりは流石に、軽さを犠牲に重い攻撃性に重点を置いた一長一短の関係と言える。
S・タテガミウルフ
ペダルとプラグの力によって生み出されたライブチェンジ強化カードにて、更なる進化を遂げたタテガミウルフ。後者のタテガミウルフ以上のパワーに、更にラッシュ、バーストが＋1追加された（実質バースト4、リアクション無効）、強力な能力。アイから託された「スタンド･バイ･ミー」により、ただでさえ強力な攻撃力を大幅に生かし、州大会決勝戦にケリを付けた。
小芹 アイ（こぜり アイ）
声 - 折笠富美子
翔の幼馴染。翔より一つ下の10歳だが、しっかり者な態度から翔よりも大人びて見える。翔との付き合いが長いだけに、彼の妹のミルにも慕われており非常に仲が良い。チーム無敵随一の実力者で、使用デッキは大空系。
赤い長髪と、羽根をモチーフにした首飾りが特徴。基本的には明るくさっぱりとした性格だが、一方でやや乱暴な面が目立つ。足癖が悪く、翔、徹に容赦なく蹴りを喰らわせることもしばしば。怒りが頂点に達すると赤黒いオーラが全身から放たれ大変おっかない。
チーム無敵内では貴重なまとめ役兼ツッコミ役。少々だらしない父親の手伝いをしょっちゅうしていることも、こういった性格の由来であるようである。10歳でありながら精神面はかなり強く、ライブバトルでは如何に追い詰められたとしても、大きく動揺するような面はほとんど見せていない。
漫画版単行本のオマケにて「今は父親と2人暮らし」と言っており、父が仕事で家を空ける際には、天尾家に宿泊させてもらう事になっているようである。普段は父親の代わりに家事全般をこなしており、料理も得意。大会などにお弁当として持参するサンドイッチは、皆から好評価を得ている。
ライブチェンジにより「コウソクファルコン」に変身。カードックは多くの登場人物が上半身に装着しているが、アイの場合はライブチェンジすると両腕が翼に変わってしまう為か、彼女のみ左足首に付けており、ドローなどの仕草も独特。コウソクファルコンに変身中は、頭を足首の位置まで下げて嘴でドローする。
また、切り札としてワザカード「激昂」を愛用。その名の通りアイを象徴するカードと言ってもよく、幾多もの登場人物をこれで沈めていった。
名前の由来は「小競り合い」。
コウソクファルコン
アイのライブチェンジカード。
その能力は「ライブ後、目標のモンスター一体を移動させる」といった一見地味なものに思えるが、敵味方問わずA及びBラインに強制的に移動させるのは、状況次第でかなり応用が利く。実際、アイはこれを要所で上手く扱っていた。共に持つ先制攻撃能力も心強い。
間狩 徹（まかり とおる）
声 - 松野太紀
チーム無敵結成者で翔、アイの友人。チーム内では最年長の12歳。とてつもない富豪のお坊ちゃまで、広大な敷地面積を誇り門から車で15分かかる程の豪邸に住んでいる。あらゆる奇行を見せるチーム無敵のムードメーカーであり、また強烈なキャラの「パパン」（声：松本大）と「ママン」（声：植竹香菜）を両親に持つ。大海系デッキを使用し、ライブチェンジにより「ネービードルフィン」に変身。
いかにもなお坊ちゃんキャラで一般庶民とはかけ離れた価値観を持つ。かなりの世間知らずで、電車にうまく乗れなかったり、タコさんウインナーやカレーライスといった庶民的な食べ物の存在を知らずにいた。タコさんウインナーについては、翔の弁当に入っているのを見て一目惚れし、足が八本なことから「ハポーン」と名づけ熱愛している。
翔を「ウルフ坊や」、ミルを「ウルフ妹くん」、愛しのハポーンの作り手である歩のことは「ハポーンママン」と呼んでいる。ミルからは常に「変な人」と呼ばれ胡散臭がられているが本人は一切気にしていない。
大空スズメには一度瞬殺されて以来、拭い難いトラウマが残った。実力は確かなものを持っているものの、精神面にやや難があり、相手によってはかなりムラが生まれる。
普段はちゃらんぽらんとも言える態度が目立つが、いざという時にはチーム中最年長らしく、仲間との結束を第一に考えた上で自身の犠牲も厭わないといった行動に移る、男気のある面も見せる（特に漫画版での中部大会決勝、香辛諸島編など）。
名前の由来は「まかり通る」。
ネービードルフィン
徹のライブチェンジカード。
モンスター撃破によるスタンド能力は、場合によっては相手のモンスターを一掃することも可能な強力なもの。ただ、劇中では出番は多かったものの、その能力が生かされた描写は極めて少なかった。
ペダル
声 - 鈴木真仁
ジョージ加藤の一味に追われているところを翔に保護された、黄色い犬のようなモンスター。その正体はライブチェンジカードを生み出すことができるクリエイトモンスター。
翔のために「タテガミウルフ」のライブチェンジカードをクリエイトしてからは、翔の良きパートナーとなる。大ボケをかます翔や徹にたびたびツッコミを入れるものの、あくまでモンスターなので翔がライブチェンジしないと言葉が通じず、しょっちゅう意思疎通に失敗する。
翔と出会った当初はやや高慢な振る舞いをしていたが、これはクリエイトモンスターとしての能力が周囲より劣っていたことの裏返しであった。
能力の低さから他のクリエイトモンスターにバカにされてきたことにコンプレックスを抱き続けてきたが、翔やミル達の励まし、そしてブラッシュの一言から自信を持つようになった。
「タテガミウルフ」の他には「オンソクファルコン」、そしてプラグの協力もあり未完成だったライブチェンジ強化カードのクリエイトに成功し、いずれも翔の強力な助けとなった。翔と共に大きく成長していったキャラクターと言える。
ブラッシュ
声 - 比嘉久美子
翔が松戸からもらった卵から孵ったモンスター。ペダルとほぼ同じくらいの大きさの、ぬいぐるみのような風貌をしているが、その正体はドラゴン族。
生まれて初めて見た人物であるミルに強く懐いており、ブラッシュという名もミルから授けられた（アニメ版）。
またペダルにも、よく（一方的に）じゃれついている。漫画版では「ペダルとじゃれながら言葉や考え方を覚えていた。」と語っていた。
その能力はドラゴン族の名に恥じず、ライブチェンジをしていない状態の人間にもテレパシーで言葉を伝えることができる。また、他のモンスターの声を仲介して伝えることも可能。ただし自身が赤と白のトルクを必要とするモンスターであるため、大地系（赤）または大空系（白）デッキを扱う相手（翔、アイ、ミル）としか話ができず、モンスターの声を仲介するのもまた同じ。
クリエイトモンスターの手によるドラゴンとは異なり、自然界にあった卵から生まれた、非常に珍しい存在に当たるドラゴン族。
ライブバトルでは手札を一枚捨てる毎にパワーアップし、その姿を進化させる。劇中では第四形態までの変身を見せた。

### 主人公周辺の人物
天尾 ミル（あまお ミル）
声 - 望月久代
翔の妹。小学一年生。漫画版では番外編を除いて一コマしか出番が無かったが、アニメ版ではメインキャラクターとして扱われており、彼女を主役としたエピソードも少なくない。
翔と違って、しっかりもので、アイと一緒に兄を叱責することも多々ある。翔が地区予選大会で手に入れた優勝商品のライブオンスターターセットをいじったことをきっかけにライブオンを始めることになった。
兄の幼馴染であるアイを心から敬愛している。いつも持ち歩くバッグにはアイとお揃いの羽根のキーホルダーをつけており、使用デッキもアイと同じ大空系。
徹に対しての評価は常に「変な人」。「すっごく変な人」、「ほんっと変な人」、「やっぱり変な人」、「変な人が変すぎて何考えてるかわかんない。」等、その形容はバリエーション豊富。
ライブオンを学んでからはチーム無敵に同行して大会を見学するようにもなった。無敵のメンバーのお弁当作りを手伝ったりと年の割りに料理上手。
当初は犬嫌いとのことであったが、犬に似ている外見のペダルのことは何故かいたく気に入っている。また、ブラッシュのことも母親代わりとして大切に世話をしている。
名前の由来は「天を見る」。
天尾 歩（あまお あゆむ）
声 - 木村亜希子
翔とミルの母親。優しい性格でおっとりしているが少々天然ボケのきらいがあり、その辺りは良くも悪くも翔に遺伝している。
非常に懐が広く、ペダルやブラッシュが家で住むことになっても文句一つ言わずすんなり受け入れている。料理上手で、大会中などの翔のお弁当は彼女とミルが作っており皆から好評である（特にハポーン）。
天然ボケな一方で、非常に家族想いで母性的な面も持つ。
名前の由来は「天を歩む」。
執事
声 - 樫井笙人
間狩家の執事。ひげをたくわえ、燕尾服を着たいかにも執事といった風貌。常に徹の傍らに立っている。
徹のことを「坊ちゃま」と呼び、徹が如何なるボケをかましてもあくまでシリアスに献身的なサポートを行う。その気配りは徹の友人でもあるチーム無敵やチーム大空のメンバー、果ては赤丸にすら及ぶ。
本名は不明。同じ様な顔だが服装は地味に違う人物が数名確認できる。
黒星 一（くろぼし はじめ）
声 - 愛河里花子
翔をライバル視するクラスメイトで友人。名前の由来は敗北を意味する「黒星」。
物語序盤でよく翔とライブバトルしており、後にタッグバトルの特訓にも付き合っている。
友人に貝田 線（かいだ せん、声：寺谷美香）、呑野 信三（のみの しんぞう、声：植竹香菜）がおり（由来はそれぞれ「下位打線」と「蚤の心臓」）、「チーム・ブラックスター」を組み地区予選大会では準決勝まで勝ち進んだ。
その後はチームメイトやケンタらと共に大会でのチーム無敵の応援に来ている。
ケンタ
声 - 木村亜希子
翔の友人で翔にライブオンを始めるきっかけを与えた。
大海系デッキを使用する。理由は魚介類が食べ物として好みだからだそうである。
マユ
声 - 一色まゆ
ミルの一番の友人。
翔のことを「かっこいいお兄ちゃん」と評する一風変わった価値観の持ち主。
ミルがライブオンを始めても、当初は無関心であったが、翔とミルのバトルや体験会を通じて徐々に興味を持つようになる。
松戸 学（まつど まなぶ）
声 - 置鮎龍太郎
翔たちが通う小学校の教諭。黒い長髪に怪しく光る眼鏡が特徴的で、生徒からは敬遠されがち。名前をもじって「マッド先生」と呼ばれているが、必ず「松戸です。」と訂正する。
風体こそ怪しいものの、たびたび翔に後の切り札となるカードを手渡すなど、いやに協力的である。
幽霊屋敷のような洋館に間借りしているが、理由は本人曰く家賃が安いから。
ジョージとは過去にモンスターの研究をする者同士として同じ研究所に居た仲。モンスターに対する考え方、接し方の相違から「袂を分かった身」とのこと。ジョージとは違ってモンスターのマウントに関する研究を行っていたらしい。
大冥界系デッキを使用し、お茶を飲む時は湯飲みではなくビーカーを使う。

### 翔の主なモンスター達
ゾウリンゲン
声 - 風間勇刀
翔が劇中で初めてライブして見せた鼻先が剣になっているゾウのモンスター。多くのバトルでライブされており、その高いパワーとバースト2で翔の戦線を支えた。
語尾は「ですゾウ!」。少々喧嘩っ早い性格。
名前の由来は、刃物の生産で有名なドイツの都市ゾーリンゲン (Solingen)。
サルサルサ
声 - 愛河里花子、寺谷美香
時折カードックから勝手に飛び出してははしゃぎ始める元気でちょっぴり臆病なモンスター。トルクを貯めるのが主な役割のため戦闘面での活躍は滅多に無い。
翔のことは「翔っち」と愛称で呼ぶ。
突撃ムスタング
声 - 荻野晴朗
翔がライブオンを始める事になった際、ケンタからもらったモンスター。「なんだかわからないけどかっこいいから」という理由で気に入り、翔のデッキは大地系となった。
ムスタング一家の長男。その口調は特徴的で「しやがれ!」、「いてこましたる!」といった粗暴な言葉遣いの後に「であります!」と兵隊のように締める。漫画版では翔を「いいカードライバー」と評していた。
ラッシュ能力に加え、弟の疾風が同ラインにいればパワーが上昇。疾風、怒涛の展開能力とは好相性。
疾風ムスタング
声 - 荻野晴朗
ムスタング一家の次男。兄の突撃とは反対に丁寧な言葉遣いの後に「ってかぁ?」と締めるのが特徴。
父親の責任で行く当てが無くなり、挙句の果てには兄共々マウントされてしまいあちこち転々とした結果、今に至る。不幸中の幸いか、兄とは離れ離れにならずに済んでいる。
翔のデッキでは珍しいリアクション能力の持ち主。ツバメ戦ではこれが勝敗の決め手となっている。
怒涛ムスタング
声 - 荻野晴朗
中部大会直前に三内英世から譲ってもらったモンスター。ワイルドな風貌と性格を持つ。実は突撃・疾風兄弟の父親であり、後に登場する天空ムスタングの夫。
放浪癖があり、ムスタング家の一家離散の原因となる。それが元で天空と激しい夫婦喧嘩を展開するが最終的には和解。無事、翔の元で一家は再び落ち着く事となる。
一家離散の原因となった割には、バトルでの自身の能力は「山札から場に『ムスタング』と名の付くカードをライブさせる。」といったものである。
天空ムスタング
声 - 百々麻子
美しい天馬型のモンスター。香辛諸島で出会ったミルを背中に乗せ空中散歩を楽しませてあげるなど心優しい性格。
その姿を目撃した翔はミルがさらわれたものと勘違いし、追跡したことで結果的にムスタング一家が再会を果たすことになる。
怒涛との夫婦喧嘩ではそれまでの態度が一変、激しい怒りを見せ前述通りとんでもない夫婦喧嘩となってしまった。
翔の仲間になってからは、洲大会という大事な試合にも関わらず、翔らしい「ただ新しいモンスターを出したかっただけ」という理由で初ライブされた。
バトル中は至って冷静沈着。決勝の赤丸戦では重要な局面でタテコモールと共に、早まった翔に助言を行っている。
タイガードラゴ
声 - 荻野晴朗
徹から気前良く譲ってもらったレアモンスター。外見はほとんど虎だが、れっきとしたドラゴン族。
ライブ条件は厳しいが、その分能力は高く翔の切り札級モンスターとなっていた。
間狩家でのモンスター同士の顔合わせではタテコモールに対して「旨そうだ。」（本人曰く「冗談は嫌い」）などと公言したり、クリアシーサーペントに喧嘩を売ったりと、何かとトラブルメーカーな面を見せた。
タテコモール
声 - 一色まゆ
翔が中部大会に向けて新戦力を求め、シロキ山に来て出会ったモンスター。
名前の通り、引っ込み思案な性格で能力も「攻撃目標になると手札に戻る」といったもの。バトル以外でも、前述のタイガードラゴとクリアシーサーペントの喧嘩を止めたり、洲大会決勝で焦った行動に出ようとした翔を制止したりと燻し銀な活躍を見せた。
漫画版ではマウント後のバトルで一切出番が無かったが、アニメ版ではほとんどのバトルで顔を出している。

### アイの主なモンスター達
プリンセス・プライマリー
声 - 大原さやか
アイが中部大会対策としてシロキ山でマウントしたモンスター。
気品あふれる美しい外見を持ちながらも、驕り高ぶった態度は見られない。
どんな状況でも自分の落ち着いたペースを崩さないマイペースさ、気高さを持つ。また洲大会決勝二回戦では鳥津の中のQ・Bの存在に感づくなど勘も鋭い。
ライブバトルでは自分の場の飛翔族を全てパワーアップさせるという、まさにアイにうってつけの強力なサポート効果を持つ。
タテコモール同様、アニメ版で出番が大幅に増えている。
セコンダリー
声 - 置鮎龍太郎
プリンセス・プライマリーの忠実な側近。プライマリーがアイのマウントを受け入れたことで自分も半ばヤケクソ気味にアイにマウントされる。
初登場時はいかにも、麗しの姫君を守るナイトといったシリアスなキャラに見えたが、回を追う毎にコミカルな面が露呈していった。
一人称は「某（それがし）」で騎士道を重んじた格好の良い喋り方を心がけているようだが、一旦キレてしまうと乱暴な言葉遣いで暴れまくってしまう。
それでもマウント後のアイのバトルでは活躍頻度の高い主力モンスターとなっている。
ガトリングース
声 - 一色まゆ
可愛らしい外見ながら、攻撃時には体内に収納された自分の身体より大きなガトリング砲を剥き出して相手を容赦なく狙撃。Bラインからも攻撃可能な能力は、味方からすれば心強いが、敵に回ると厄介この上ないと評されている。
名前の由来は「グース(goose)＝雁（ガン）＝銃（ガン）」。
イーグルケンサク
声 - 仁科洋平
ライブ時にデッキからワザカードを一枚選択し手札に加えることが出来る。アイは大抵、切り札である「激昂」を選択していた。
技名は「検索眼」。これによって相手を捕らえ、「ロックオン」にて止めを刺す。
名前の由来はイーグル（鷲）とGoogle検索（ワザカードをデッキから検索することから）のもじり。
サモンイーグル
声 - 風間勇刀
ゴールドタイタン族であるゴールデンサザンの力を制御する「パルトナ」の一体。
元々は大場ヒイトのパートナーであったが、ゴールデンサザンをマウントしたアイが持つべきであるとヒイトから託された。
口が悪く、例の如くセコンダリーの怒りを買っていた。プライマリー曰く「面白い御仁」。
アイに対しての印象は「いい子みたいで良かった」だそうである。
ゴールデンサザン
声 - 植竹香菜
チーム無敵が（アニメ版では）唯一マウントに成功したゴールドタイタン族の一体。
パルトナであるサモンイーグルが場にいないとライブできないが、驚異的なパワーとモンスター展開能力を持つ。

### 徹の主なモンスター達
16（シックスティーン）
徹の主力の一体であるタコ型モンスター。名前の通り通常のタコの倍の16本の足を持つ。
傍から見るとぬるぬると少々気色が悪いが、徹からしてみれば華麗かつラブリーなモンスターらしい。
24（トゥエンティーフォー）
16同様タコ型のモンスター。なお、カードのテキストにはドラマ『24 -TWENTY FOUR-』のパロディネタが記されている。
母泥戦では金属製の扉が大きくひしゃげる程の凄まじい攻撃力を見せた。
クリアシーサーペント
声 - 置鮎龍太郎
中部大会に向けてのモンスターマウントに失敗した徹が、やはり金にものを言わせて入手したドラゴン族のモンスター。
ステルス能力を持っており大変視認しにくい。無口で妙にキレやすく、タイガードラゴとの喧嘩では間狩家に甚大な被害をもたらした。
ウルトラヴァイオレット
中部大会準決勝以降（タッグバトル）の切り札として手に入れた強力なドラゴン族。大変高価だったようで、手に入れるために間狩家の夕食のオカズからは「フォアグラのコロッケ」が削られてしまったらしい。
チームワークのまずさから、特訓時にはライブするだけでも長時間の練習が必要となった。
しかし苦労した分その見返りは大きく、準決勝のチーム新木塾とのバトルでは突破2の能力で大いに活躍している。
その後も徹の大のお気に入りモンスターとなったらしく、ヒイト戦でバーストされた際には泣きじゃくり、審判に迷惑をかける程であった。
水妖王子ゼニス
声 - 樫井笙人
洲大会準決勝のヒイト戦での絶体絶命の局面で初ライブ。山札の残り枚数は倍以上の差を付けられていたにも関わらず、彼の登場で風向きが大きく変わり、ヒイトを一気に投了にまで追い込んだ。
決勝でもアイ&徹のタッグバトルでライブされ、アイの「ゲキドカワセミ」をもパワーアップさせるといった抜群のコンビネーションを見せている。

### チーム・エクスクルード
ジョージ加藤
声 - 川田紳司
翔と偶然出会ったペダルを追跡していた謎多き人物。白い長髪が特徴。
強いモンスターのみを評価し、弱いと判断したモンスターには否定的な態度を示す。未知の強大なモンスターを生み出すために世界中からクリエイトモンスターを集めており、ペダルもあくまでその中の一匹であった。
物語序盤から中盤にかけては、その独特の言動から悪役の様に思われたが、その真の目的は優秀なクリエイトモンスターの力によって、世界に害をなす者の出現に備え、それに対抗出来るカードを準備しておくことにあった。
Q・Bの危険性を懸念し、未完成ながらも翔にライブチェンジ強化カードを託す。
使用デッキは大冥界系。ライブチェンジによって「グラファイトゴースト」に変身。「紫煙ドラゴン」や「ヴォルカニック」などの強力なモンスター及び、多彩なワザカードを多数搭載したデッキを使いこなす。
名前の由来は「常時勝とう」。
ジョージの部下A・B・C
声 - 風間勇刀（部下A）一色まゆ（部下B）仁科洋平（部下C）
ジョージの部下三人。部下Aは金髪の男、部下Bは長髪の女性、部下Cは大柄な男。
常にジョージ加藤に付き従う三人組。大会での戦績から見てもライブオンの実力は平均以上のものがある。むしろライブオン以外での活躍の方が、その迅速な働きから有能さが窺える。
劇中では部下Aがライブチェンジによって「ハイイロゴースト」に変身。なお、実際のカードゲームでは、他の二人も変身可能。
中部大会の登録名はまさかの「部下A」「部下B」であり、本名は不明。中部大会二位の表彰式では、何故かトーナメントに全く参加していない部下Cが一人で表彰台に立った。
部下Bには過去に「裏切り」に関した苦い経験があったようである。
プラグ
声 - 桜井智
ジョージに付き従う優秀なクリエイトモンスター。ライブチェンジカードだけでなく、自身が「最強のドラゴン」と評していた「ヴォルカニック」といった強力なモンスターはもちろん、ワザカードなど、あらゆるカードを万能にクリエイトできる。
クリエイト能力が著しく劣っていると見られたペダルを「ダメモン」と激しく見下すなど、エリート意識が非常に強い。反面、チーム無敵に敗北した際には、「ジョージに見限られてしまうのではないか。」、「他のクリエイトモンスターから馬鹿にされてしまうのではないか。」と極度に動揺してしまうなど、精神的に繊細な一面も持つ。
中部大会決着以降はやや思うところがあったのか、ペダルの事を多少は認め、若干ながら態度が軟化。悪態をつきながらもペダルに力を貸すなどしている。

### チーム大空
大空系デッキを使う三人兄妹。
アニメ版では出番が増えており、チーム無敵とは予選大会後もトレーニングに付き合ったり、応援に駆けつけたりしている。
大空 ツバメ
声 - 江口拓也
大空兄弟の長男。チーム大空のリーダー。ライブチェンジにより「カイソクファルコン」に変身。兄としての威厳と実力を兼ね備える。
大空 カモメ
声 - 成瀬誠
大空兄弟の次男。ライブチェンジにより「キュウソクファルコン」に変身。生意気な性格で、相手を小馬鹿にしたような態度をとることが多く、特にアイには何かと突っかかってくる。
大空 スズメ
声 - 菊地ゆうみ
大空兄弟の末妹。地区予選大会にて徹と対戦。その実力はかなり高く、ライブチェンジによる「シュンサツスズメ」の能力と各ワザカードのコンボで徹を瞬殺し、深いトラウマを植えつけた。以降、徹からは極端に恐れられる存在。
人付き合いが苦手でライブバトルになると性格が豹変することからなかなか友達ができずにいたようだが、ライブオンを通じてミル、マユと良き友人となった。

### チーム・スパイス
ブラッシュの故郷である香辛諸島という地方に暮らしている、島の伝説とマザードラゴンを代々守ってきた一族の末裔。ライブオン全国大会にも父子揃って出場しており、州大会二回戦でチーム無敵と対戦することになる。
大場 エイジ
声 - 伊藤栄次
ヒイトとランの父親でチーム・スパイスのリーダー。至って陽気な性格で、何かにつけて歯を輝かせながら笑顔を振りまく。
何故か自分のことを名前で呼ぶように誰かれ構わず要求しており、娘のランにさえも、それを強要する。
ラン曰く「放蕩親父」で、香辛諸島がゴールドタイタン族の一件で大荒れだった際も無責任にどこかをほっつき歩いていたらしく、事がようやく収まった後に何食わぬ顔で帰郷した。
「男のロマン」と称して、ライブ条件の非常に重い多種多様なドラゴン族を、無茶苦茶な程に大量投入したデッキを使用している。
名前の由来は「オーバーエイジ」。
大場 ヒイト
声 - 豊永利行
鷹の爪島にて、島の番人として翔達の前に立ちはだかった寡黙な少年。奥に進もうとするものにはライブオンで勝負を挑み、その力を試す。無敵の面々とは二回のバトルを繰り広げた後その実力を認め、ブラッシュをマザードラゴンの元へと誘う。結果、彼らと共にゴールドタイタン族との抗争に巻き込まれることに。
大空系と大海系の混合デッキを使用。「番人」という肩書きにマッチしたネーミングの「全面否定ペンギン」はその能力から相当に厄介視され、無敵の面々を大いに苦しめた。また、切り札として「上昇危龍」を所有。
州大会では徹と対戦。前述どおり、序盤から中盤にかけてはバトルの流れを掴んでいたが、終盤での徹の猛烈な追い込みにより、投了の道を選んだ。
名前の由来は「オーバーヒート」。
大場 ラン
声 - 清水愛
ヒイトの妹。男勝りで気が強い。一人称はボクで「ちゃん」付けされることを嫌う。兄のことを信頼していて「ボクのヒイト」と呼んでいる。兄と違って身勝手な父親のことはあまり気に入っていない様子で、エイジが軟派な態度を見せては足を踏みつけている。
州大会ではアイと対戦。一進一退の攻防を続けた後、終盤、アイのゴールデンサザンの猛攻によって僅差で敗北を喫する。
使用するモンスターは大海系がメイン。自身はライブチェンジによって「モンスター撃破後、Bラインに移動可能」な能力を持つ「スプラッシュドルフィン」に変身。
名前の由来は「オーバーラン」。

### チーム大漁旗
チーム無敵の中部大会での最初の対戦チーム。
三内 剛三（みうち ごうぞう）
声 - 松本大
チーム大漁旗のリーダー。英世の父で光代の祖父にあたる。
ねじりはちまきに前掛け、ゴム長靴という風貌の通り、豪快・豪胆な海の男。口癖は「男のデッキは大海デッキ!」。口癖の通り、大海系デッキを使用する。ライブチェンジによって「カジキツナミ」に変身。劇中ではネービードルフィンと意味不明な意地の張り合いだけを展開しており、詳細な能力は分からず終いであった。実際の能力は「ラッシュ、バースト2、大海系統のワザカードをライブすればスタンド状態にしてもよい。」というなかなか強力かつ多彩なもの。
漁師を嫌ってサラリーマンになったカナヅチの息子、として英世を認めていなかったが、徹らとのバトルの末、和解する。
三内 英世（みうち ひでよ）
声 - 荻野晴朗
チーム大漁旗の先鋒。チームの中では唯一ワイシャツにスラックスという典型的なサラリーマンの服装をしている。
実際に職業はサラリーマンであり、泳げないため家業の漁師を継がなかったらしい。そのために父である剛三と、剛三を慕う息子の光代とは疎遠気味である。また、使用するデッキも大地系。
三内 光代（みうち こうだい）
声 - 比嘉久美子
チーム大漁旗の次鋒。英世の息子。祖父である剛三のことを尊敬している。反対に漁師にならなかった父とはあまり仲が良くない。大海系デッキを使用。

### チーム・ライブチェンジ
ライブチェンジというチーム名でありながらライブチェンジカードを持たず、着ぐるみによるコスプレを「ライブチェンジ」と言い張るチーム。色物に思われがちだが、強力な切り札カードを多数持つ。中部大会二回戦にてチーム無敵と対戦。
水野 志吹（みずの しぶき）
声 - 山本正樹
チーム・ライブチェンジの先鋒。大海系デッキを使用する。
水野に関わらず、メンバーは基本的に礼節を弁えた常識的な性格の持ち主だが、いざライブオンが始まると人格が180度変化する。
「キッカイマン」の着ぐるみを着ており、レアモンスター「水妖王子ゼニス」を切り札に持ち「ゼニス様」と崇拝するものの、その強力な能力は生かしきれていなかった。
名前の由来は「水のしぶき」。
向川 望（むこうがわ のぞむ）
声 - 中島沙樹
チーム・ライブチェンジの次鋒。大冥界系デッキを使用する。
普段は礼儀正しくおとなしい女性だが、「再起ドール」にコスプレすると、「呪ってやる…」と口癖のようにつぶやく不気味な性格になる。徹曰く「ゴスロリマドモアゼル」。
山賀 裂（やまが さける）
声 - 岸尾だいすけ
「ワラビーリンス」のコスプレをするチーム・ライブチェンジの大将。
コスプレすると、語尾に「ビー」をつけ、奇天烈な踊りを見せるなど、奇怪な行動をするようになる。高校生。
「地獣王ブリッスル」を切り札とする大地系デッキの使い手。ブリッスルを筆頭に強力なカードで翔を圧倒するが、山札に残っていた4枚の「アースブレイカー」が連続してリアクションし、自爆するという不運に見舞われ敗北してしまう。
敗退後、敗北の理由をコスプレ衣装の完成度にあると断定。さらなる作り込みを目指す。
名前の由来は「山が裂ける」。

### チーム新木塾
中部大会準決勝でチーム無敵と対戦したチーム。
新木 優（しんき ゆう）
声 - 河原木志穂
スーツ姿で眼鏡をかけた、チーム新木塾のリーダー。ライブオンの塾で講師をしている女性。24歳。
事前に対戦相手のデータを徹底的に分析。完璧な対策を打ち出してライブに臨む。
チーム無敵との対戦では、あらかじめ翔に接触し、翔が見せてくれたデッキの中身から対策を練っていた。
年齢に関する単語に過剰に反応する節があり、徹に「マダム」と呼ばれたり、アイに「おばさん」と言われては激怒する。
年齢に関してはエンディング後の解説コーナーでもいじられており、24本もの蝋燭が立ったバースデーケーキが描かれた。
名前の由来は「進級」（しんきゆう→しんきゅう）。
二葉 最・二葉 強（ふたば まさる・ふたば つよし）
声 - 津村まこと
新木の教え子であり、チーム新木塾のメンバー。
兄弟同士で会話せずとも相手の考えていることがわかる程の、抜群のチームワークを誇る。
使用デッキは大空系及び大海系で切り札は「ホライゾン」。徹の「ウルトラヴァイオレット」と激闘を繰り広げた。
データの通じないチーム無敵に終盤困惑気味だったが、結果的にデータさえあれば必ず勝てるわけではないと潔く負けを認める。
名前の由来は、兄弟の名前をあわせて「最強」。

### チーム・アスリート
州大会一回戦でチーム無敵と対戦。全員がある特定のカードの能力を中心に組み上げた「コンセプトデッキ」を使う。
美知場 麗（びちば れい）
声 - 一色まゆ
関西弁で喋る紅一点。リアクションカードを大量に入れ込んだデッキを使う。
芸人ではないのだが、関西人故か漫才が大好きで対戦相手の翔にもリアルな意味でのリアクションを要求する。
名前の由来は「ビーチバレー」。
飛役 明太（ひやく めいた）
声 - 川田紳司
試合前にランニングマシーンを試合場に持ち込み、破壊するまで走り続けるという奇行を披露した。
召喚トルクが少なく、一度の攻撃で複数バーストできるカードを多く入れたデッキでの速攻が得意。中でも「オーシャンショウウオ」を好んで使用。しかし、そのデメリット効果（青の発生トルクが6つ無ければ自分の山札から3枚捨てる）をアイに逆手に取られて山札を1ターンで一気に失い、自滅のような形で敗北した。
名前の由来は「100メーター」。
母泥 武朗（ぼでい ぶろう）
声 - 荻野晴朗
相手に直接攻撃しなくてもバーストできるワザカードを使った戦法が得意。
徹に敗れ、真っ白に燃え尽きてしまった。
名前の由来は「ボディブロー」。

### チーム急上昇
州大会決勝でチーム無敵と対戦。赤丸 力とその仲間。全員語尾に博多弁のような訛りがあるのが特徴。
赤丸 力（あかまる ちから）
その他の登場人物参照
清台 和樹（きよだい かずき）
声 - 仁科洋平
モンスターが巨獣族ばかりのデッキを使う豪快な性格の男。「ばい」の訛りで喋る。騒がしい赤丸とはいいコンビ関係。
名前の由来は「巨大が（巨獣族から?）好き」。
鳥律 九郎（とりつ くろう）
声 - 大原さやか
赤丸と清台がいるこのチームで、唯一暗い雰囲気の浮いた存在。大冥界系デッキを使う。
ゴールデンサザンの力を狙うQ・Bに取り憑かれていた。
赤丸らからは「まるで別人」と言われている。
正気に戻ってからは本来の明るい印象を受ける性格に戻った。訛りは「くさ」。
名前の由来は「取り繕う」。

### その他の登場人物
華 れい子（はな れいこ）
声 - 桜井智
旅番組のテレビレポーター。とは仮の姿で本業は古のモンスターについて研究している考古学者。取材という名目で香辛諸島へ研究にやってきた。
ドラゴンが大好きで、特に可愛らしい容姿のものが好みらしくブラッシュがお気に入り。折ヶ野島で翔達と出会い、古代ドラゴンに関する情報を提供しようと一行に同行する。
レポート番組の読み仮名を振っていなかった名前を見た翔に「カレー粉さん（「華」＝「か」）」と呼ばれ、以後言われる度に訂正している。
考古学の知識に関しては確かなものがあるが、大切な書類を風に吹き飛ばされたり、書類を追いかけて湖に突っ込んだりと、ドジで抜けている面の方が目立つ。
赤丸 力（あかまる ちから）
声 - KENN
香辛諸島・鷹の爪島でブラッシュを拉致した少年。「たい」の訛りで喋る。
赤いボサボサの髪に、頬にはひっかき傷のようなものがある。タンクトップを着用。非常に子供っぽい、傍若無人な性格。
強力なモンスター欲しさに、その単純さをQ・Bに利用され、事の重大さも知らずにゴールドタイタン族の封印を解いてしまう。
モンスターは自分を勝たせるための手駒としか考えておらず、自分の利益のためなら他人に迷惑を掛ける事も一切厭わない、超が付く程に自己中心的な言動が多々見受けられる。
使用するデッキは大地系を中心に、多色モンスターを使用。劇中ではバーストされてしまったが「怒・レッドライオン」のライブチェンジカードも所有しているようである。
なお、アニメ版では一貫して上記のような身勝手な態度を見せていたが、漫画版では良心の呵責に悩むといった描写も見られた。
名前の由来は赤（大地系の色）＋マルチカラー（多色）。
Q・B（キュー・ビー）
声 - 飯島肇
香辛諸島にて赤丸と共に現れた、古のモンスター、ゴールドタイタン族を利用し、この世を闇と絶望に包もうと企む謎の男。
ゴールドタイタン族の封印を解いた後、自身はその場でゴールド・ブリオンを難なくマウント。その後、アイの所持する「ゴールデンサザン」の力を狙い、州大会にてチーム急上昇の鳥律に獲り憑く。自身の超能力にて対戦カードを操作し、決勝一回戦にて「ゴールデンサザン」及び、パルトナである「サモンイーグル」をコピー。二回戦ではライブチェンジモンスターとして正体を現し、コピーした「ゴールデンサザン」を利用しアイに心身共に多大なダメージを被らせた。アイとの対戦後、ゴールドタイタン達を使い暴走しようとするが、ジョージのライブした「大冥界の理」によって阻止される。最期は「必ず人間を滅ぼす。」と言い残し姿を消した。
その正体は「九尾の狐」を彷彿とさせる姿で、名前の由来と推測される。結局彼が人間を憎む理由は劇中では明かされず、決着は付かず終いに終わった。
マザードラゴン
声 - 井上喜久子
ブラッシュの母親。ゴールドタイタン族との戦いでの数少ないドラゴン族の生き残り。ブラッシュと違ってカードを持っていない人間ともテレパシーで会話ができ、実力も相当。普段はブラッシュと同じ位の大きさだが、本当の姿はブラッシュでいったところの第三形態ほどもある巨大さ。
香辛諸島を覆う不吉な気配に危機を感じ、ブラッシュを呼び寄せる。
島での一件の後、今回の事は序章に過ぎないと案じて、力を貸す様にとブラッシュを翔達に託すこととなる。
カラフルGOTO
声 - カラフルGOTO
ライブオン体験会に登場した、自称「ミスター・ライブオン」。名前の通りのカラフルなフェイスペインティングと髪のライン、黒いマントが特徴。
ライブオンの解説役として派手な登場をした割には、その知名度はゼロに等しく、参加者の子供に一様に怪訝な顔をされていた。本人も自分の知名度の低さは自覚しているらしい。正確にどのような仕事をしているのかは不明だが、体験会の後処理も手伝わされているなど、大変な仕事のようである。
名前と容姿のモデルは、ライブオンのチーフデザイナーで各地のイベントにも参加しているカラフルGOTO本人で、声も本人が担当している。アニメ中では本人はライブはせず解説役に徹していた。

### ゴールドタイタン族
遥か昔、どこからともなく香辛諸島に現れドラゴン族に襲い掛かり壮絶な戦争を繰り広げた謎の存在。
ドラゴン族とは対になる存在で、一方が力を増し数を増やせば、一方もまたその力を増す関係らしい。
ドラゴン族との果てしない戦いの末、生き残ったドラゴン族によって封印されるも、Q・Bと赤丸の手によって封印は解かれ香辛諸島に再び姿を現す。
ドラゴン族と人間はゴールドタイタン族を抑える鍵として「パルトナ」を残している。その「パルトナ」の一例がヒイトのパートナー、サモンイーグルである。各タイタンに一体ずつパルトナは存在する。
ゴールド・ヴァラス
パルトナ：サモンサーモン
大海系。巨魚型。
アニメ版では徹がマウントに挑戦したが失敗、その後は何故か放置されている。漫画版ではネービードルフィンにライブチェンジした徹を呑み込んでしまうが、腹の中からなんとかマウントに成功した。
ゴールデンサザン
声 - 植竹香菜
パルトナ：サモンイーグル
大空系。巨鳥型。
上記の通り、翔とアイの手によって辛くもマウントに成功し、チーム無敵の大きな戦力となった。
ゴールドサーベル
パルトナ：サーバルサモン
大地系。巨獣型。
ゴールデンサザンがマウントされ混乱しているところを赤丸にあっさりマウントされた。
ゴールド・ブリオン
声 - 仁科洋平
パルトナ：バルトサモン
大冥界系。巨人型。
復活して早々、火球を発射し香辛諸島に被害をもたらした後、ゴルトサーベル同様あっさりQ・Bにマウントされる。

## ライブバトルについて
内容はほぼ題材としているカードゲームに準ずるが、それとは異なる本作特有の概念もいくつか存在する。
カードック
ライブバトルを行う際、デッキを納める器具。形状はカードライバーによって異なる。
モンスターマウント
モンスターカードは通常トレードや売買によって手に入れるが、野生のモンスターをブランクカードという空のカードに登録して使用できるようにする「モンスターマウント」と呼ばれる行為が存在する。

## 既刊
- 第1巻 2008年10月発売 (ISBN 978-4-591-10539-9)
- 第2巻 2008年11月発売 (ISBN 978-4-591-10597-9)
- 第3巻 2008年12月発売 (ISBN 978-4-591-10699-0)
- 第4巻 2009年3月発売 (ISBN 978-4-591-10864-2)
- 第5巻 2009年7月発売 (ISBN 978-4-591-10972-4)
- 第6巻 2009年9月発売 (ISBN 978-4-591-11117-8)

## テレビアニメ
2008年10月5日から2009年9月27日までテレビ東京にて毎週日曜日10時30分 - 11時。テレビ大阪とテレビ愛知は、1週遅れで時差ネット（同系列3局は未ネット）。全51話
また、同時間帯のアニメとしては最後のネットワークセールス移行前および非ハイビジョン制作でもある。

### 解説コーナー（アニメ版）
アニメ版の各話、エンディングと次回予告の間に行われる解説コーナー。コーナー自体に決まった名称はない。毎回ごとに作中の様々なテーマに沿って、登場人物たちが解説や雑談を行う。解説を行うのは翔やアイ、徹、ペダル、ミルなどの主要な登場人物で特に固定されていない。背景は翔らの通う小学校の新理科室建設予定地の空き地で固定されている。ただし香辛諸島を舞台にした第32話から第39話の間のみ、例外的に諸島内の間狩リゾートB館建設予定地、最終話はコーナーなし。
テーマは各話の展開や、ライブオンそのものに関係するものが主である。ルーレット形式で、「ライブオンについてとか」「モンスターの事とか」「ワザカードについてとか」「リアクションカードの事とか」「友達とか仲間とか」のどれかが選ばれ、「今朝の食事の事とか」「今週の一言」は選ばれていない。

### スタッフ
- 原作 - ライブオン CARDLIVER 翔（ポプラ社）
- 連載 - プレコミックブンブン（原作：吉川兆二、漫画：あいやーぼーる）
- 監督 - 辻初樹
- シリーズ構成 - 浦畑達彦
- キャラクターデザイン・総作画監督 - 増田敏彦
- 美術監督 - 明石聖子
- 色彩設計 - 磯貝深雪
- 撮影監督 - 川田敏寛
- 編集 - 大竹弥生
- 音響監督 - 飯塚康一
- 音楽 - 三宅一徳
- スーパーバイザー - 楽星治
- プロデューサー - 岩田伸一、横山拓也、熊谷拓登、小山雅弘
- エグゼクティブプロデューサー - 坂井宏先
- アニメーション制作 - トムス・エンタテインメント
- 製作 - テレビ東京、ポプラ社、MEDIANET、トムス・エンタテインメント

### 主題歌
オープニングテーマ「ライブオン!」
作詞 - 高取ヒデアキ / 作曲 - 奥田もとい / 編曲 - 籠島裕昌 / 歌 - 高取ヒデアキ
- 最終話のみ映像に合わせた効果音及びセリフが追加演出された。

エンディングテーマ「ライブチェンジしよう!」
作詞 - 吉川兆二 / 作曲 - 上田晃司 / 編曲 - 平間あきひこ / 歌 - 串田アキラ
- 最初の数話は、エンディング・アニメーションがなかった。代わりに、その日放送された話数のアニメーションがダイジェストのような形で流れていた。
- 第32話からは、2番の歌詞が使用された。

### 各話リスト
| 話数    | サブタイトル                             | 脚本       | 絵コンテ        | 演出         | 作画監督            | 放送日         |
| ------- | ---------------------------------------- | ---------- | --------------- | ------------ | ------------------- | -------------- |
| LIVE 1  | 発動! ライブオン!!                       | 浦畑達彦   | 辻初樹          | のがみかずお | 浦中利浩            | 2008年 10月5日 |
| LIVE 2  | 変身（ライブチェンジ）! タテガミウルフ!! | 浦畑達彦   | 辻初樹          | 鶴田寛       | 浜田勝              | 10月12日       |
| LIVE 3  | 対決! ライブバトル!!                     | 浦畑達彦   | 辻初樹          | 神原敏昭     | 稲田真樹            | 10月19日       |
| LIVE 4  | ライバルはお坊ちゃま?                    | 大久保智康 | 尼野浩正        | 山崎友正     | 大谷房代            | 10月26日       |
| LIVE 5  | 発進!! チーム無敵（アンヴァンシブル）!!  | 砂山蔵澄   | 森田浩光        | 岡嶋国敏     | 小林ゆかり          | 11月2日        |
| LIVE 6  | ジュテーム! うるわしのハポーン!!         | 山田健一   | 湖山禎崇        | 湖山禎崇     | 宗崎暢芳            | 11月9日        |
| LIVE 7  | 大空3兄妹 舞う!                          | 大久保智康 | 辻初樹          | 川畑喬       | 飯飼一幸            | 11月16日       |
| LIVE 8  | 轟け! タイガードラゴ!!                   | 大久保智康 | 藤原良二        | 鶴田寛       | 浜田勝              | 11月23日       |
| LIVE 9  | はじめてのライブオン?!                   | 浦畑達彦   | 二瓶勇一        | 神原敏昭     | 稲田真樹            | 11月30日       |
| LIVE 10 | 炸裂! 紅蓮の咆哮!!                       | 江夏由結   | 奥田誠治        | 山崎友正     | 大谷房代            | 12月7日        |
| LIVE 11 | 出発! モンスターマウント!!               | 砂山蔵澄   | 森田浩光        | 岡嶋国敏     | 鈴木伸一            | 12月14日       |
| LIVE 12 | 初めてのマウント                         | 山田健一   | 湖山禎崇        | 湖山禎崇     | 宗崎暢芳            | 12月21日       |
| LIVE 13 | 大空を翔ける!!                           | 大久保智康 | 辻初樹          | のがみかずお | 浦中利浩            | 12月28日       |
| LIVE 14 | ようこそ間狩家へ!!                       | 江夏由結   | 奥田誠治        | 鶴田寛       | 浜田勝              | 2009年 1月11日 |
| LIVE 15 | 怒涛の開幕! 中部大会!!                   | 砂山蔵澄   | 米田光宏        | 神原敏昭     | 稲田真樹            | 1月18日        |
| LIVE 16 | 親子三代! チーム大漁旗!!                 | 山田健一   | 辻初樹          | 山崎友正     | 伊藤智子            | 1月25日        |
| LIVE 17 | ここはオレが! いやワシが!!               | 大久保智康 | 森田浩光        | 岡嶋国敏     | 鈴木伸一            | 2月1日         |
| LIVE 18 | 水妖王子ゼニス降臨                       | 江夏由結   | 山本三輪子      | 川畑喬       | 小田多恵子          | 2月8日         |
| LIVE 19 | 導魔の神官と地獣王                       | 砂山蔵澄   | 辻初樹          | のがみかずお | 浦中利浩            | 2月15日        |
| LIVE 20 | 最強のカードライバー?!                   | 浦畑達彦   | 辻初樹          | のがみかずお | 増田敏彦            | 2月22日        |
| LIVE 21 | 特訓! タッグバトル!!                     | 山田健一   | 星野真          | 鶴田寛       | 浜田勝              | 3月1日         |
| LIVE 22 | ミル、体験会に行く                       | 大久保智康 | 米田光宏        | 神原敏昭     | 稲田真樹            | 3月8日         |
| LIVE 23 | タマゴパニック!!                         | 浦畑達彦   | 辻初樹          | 山崎友正     | 池田志乃            | 3月15日        |
| LIVE 24 | 友情のタッグバトル                       | 江夏由結   | 森田浩光        | 岡嶋国敏     | 鈴木伸一            | 3月22日        |
| LIVE 25 | 最強のコンビネーション!!                 | 砂山蔵澄   | 山本三輪子      | 川畑喬       | 飯飼一幸 小田多恵子 | 3月29日        |
| LIVE 26 | 激戦! ドラゴン対決!!                     | 大久保智康 | 辻初樹          | のがみかずお | 浦中利浩            | 4月5日         |
| LIVE 27 | 決勝戦の秘密兵器!!                       | 浦畑達彦   | 星野真          | 鶴田寛       | 浜田勝              | 4月12日        |
| LIVE 28 | 震撼! 漆黒のドラゴン!!                   | 山田健一   | 米田光宏        | 神原敏昭     | 稲田真樹            | 4月19日        |
| LIVE 29 | 激闘! 勝利の行方!!                       | 江夏由結   | 辻初樹          | 山崎友正     | 池田志乃            | 4月26日        |
| LIVE 30 | ミルと翔とムスタング                     | 浦畑達彦   | 辻初樹          | のがみかずお | 増田敏彦            | 5月3日         |
| LIVE 31 | 突撃! となりの幽霊屋敷!!                 | 砂山蔵澄   | 森田浩光        | 岡嶋国敏     | 鈴木伸一            | 5月10日        |
| LIVE 32 | ようこそ間狩リゾートへ!!                 | 大久保智康 | 川畑喬          | 川畑喬       | 飯飼一幸 小田多恵子 | 5月17日        |
| LIVE 33 | ドラゴンの島たい?!                       | 山田健一   | 辻初樹          | のがみかずお | 浦中利浩            | 5月24日        |
| LIVE 34 | 全面否定! 森を守りし兄妹!!               | 江夏由結   | 星野真          | 鶴田寛       | 浜田勝              | 5月31日        |
| LIVE 35 | 集結! ムスタング一家（ファミリー）!!     | 大久保智康 | 駒井一也        | 神原敏昭     | 稲田真樹            | 6月7日         |
| LIVE 36 | ヒートアップ! 再決戦（リベンジマッチ）!! | 砂山蔵澄   | 辻初樹          | 山崎友正     | 大谷房代            | 6月14日        |
| LIVE 37 | 竜と巨人の伝説                           | 山田健一   | 森田浩光        | 岡嶋国敏     | 鈴木伸一            | 6月21日        |
| LIVE 38 | 覚醒! 黄金の破壊神!!                     | 江夏由結   | 辻初樹          | のがみかずお | 浦中利浩            | 6月28日        |
| LIVE 39 | さよならブラッシュ                       | 山田健一   | 川畑喬          | 川畑喬       | 飯飼一幸 小田多恵子 | 7月5日         |
| LIVE 40 | スズメとライブオン                       | 浦畑達彦   | 辻初樹          | のがみかずお | 増田敏彦            | 7月12日        |
| LIVE 41 | カラフルな一日!!                         | 浦畑達彦   | 辻初樹          | のがみかずお | 増田敏彦            | 7月19日        |
| LIVE 42 | 風雲! 州大会開幕!!                       | 大久保智康 | 星野真          | 鶴田寛       | 浜田勝              | 7月26日        |
| LIVE 43 | 崩せ! コンセプトデッキ!!                 | 砂山蔵澄   | 米田光宏 辻初樹 | 神原敏昭     | 稲田真樹            | 8月2日         |
| LIVE 44 | 激辛! チーム・スパイス!!                 | 江夏由結   | 辻初樹          | 山崎友正     | 池田志乃            | 8月9日         |
| LIVE 45 | 猛襲! ドラゴンデッキ!!                   | 山田健一   | 森田浩光        | 岡嶋国敏     | 鈴木伸一            | 8月16日        |
| LIVE 46 | 涙                                       | 大久保智康 | 川畑喬          | 川畑喬       | 飯飼一幸 小田多恵子 | 8月23日        |
| LIVE 47 | バカ丸急上昇! 不快指数120%               | 浦畑達彦   | 辻初樹          | 鶴田寛       | 浜田勝              | 8月30日        |
| LIVE 48 | エッ!? 鏡の中の翼!!                      | 砂山蔵澄   | 米田光宏        | 神原敏昭     | 稲田真樹            | 9月6日         |
| LIVE 49 | アイ、奪われた翼                         | 江夏由結   | 辻初樹          | 山崎友正     | 大谷房代            | 9月13日        |
| LIVE 50 | 決戦! 光る黄金の牙!!                     | 山田健一   | 森田浩光        | 岡嶋国敏     | 鈴木伸一            | 9月20日        |
| LIVE 51 | スタンド・バイ・ミー                     | 大久保智康 | 辻初樹          | のがみかずお | 浦中利浩            | 9月27日        |

### 放送局
| 放送地域   | 放送局       | 放送期間                                               | 放送日時                            | 放送系列       | 備考             |
| ---------- | ------------ | ------------------------------------------------------ | ----------------------------------- | -------------- | ---------------- |
| 関東広域圏 | テレビ東京   | 2008年10月5日 - 2009年9月27日                          | 日曜 10:30 - 11:00                  | テレビ東京系列 | 製作局           |
| 大阪府     | テレビ大阪   | 2008年10月12日 - 2009年3月29日 2009年4月4日 - 10月4日  | 日曜 6:54 - 7:24 土曜 7:00 - 7:30   | テレビ東京系列 |                  |
| 愛知県     | テレビ愛知   | 2008年10月12日 - 2009年10月4日                         | 日曜 7:00 - 7:30                    | テレビ東京系列 |                  |
| 日本全域   | AT-X         | 2008年11月16日 - 2009年3月29日 2009年4月5日 - 11月11日 | 日曜 12:00 - 12:30 日曜 9:00 - 9:30 | CS放送         | リピート放送あり |
| 福井県     | 福井テレビ   | 2009年4月5日 - 2010年4月18日                           | 日曜 6:30 - 7:00                    | フジテレビ系列 |                  |
| 和歌山県   | テレビ和歌山 | 2009年4月6日 - 2010年3月29日                           | 月曜 17:30 - 18:00                  | 独立UHF局      |                  |
| 岐阜県     | 岐阜放送     | 2009年4月9日 - 2010年3月25日                           | 木曜 17:30 - 18:00                  | 独立UHF局      |                  |
| 日本全域   | ディズニーXD | 2009年 - 終了日不明                                    | 不明                                |                |                  |